# Тараскин Исток
Тараскин Исток — река в России, протекает в Томской области. Устье реки находится в 1 км по правому берегу реки Кулымская. Длина реки составляет 4 км.

## Данные водного реестра
По данным государственного водного реестра России, относится к Верхнеобскому бассейновому округу, водохозяйственный участок реки — Обь от впадения реки Васюган до впадения реки Вах, речной подбассейн реки — Васюган. Речной бассейн реки — (Верхняя) Обь до впадения Иртыша.